# Нижня Дуванка
Нижня Дуванка — селище в Україні, адміністративний центр однойменної селищної громади Сватівського району Луганської області. Лежить на річці Красній, при впадінні в неї річок Дуванки та Гнилої. Відстань до райцентру і найближчої залізничної станції Сватове — 25 км.

## Історія
Територію, на якій зараз розташоване селище, почали заселяти в 60-х роках XVI століття селяни й козаки Лівобережної та Правобережної України, а та російські служиві люди. Саме в той час була заснована слобода Сватова Лучка. Свою назву вона отримала від нині не існуючої річки Свахи. Використовуючи українських переселенців для охорони південних меж російської держави від нападів кримських і ногайських татар царський уряд, на пільгових умовах, наділяв їх землею, забезпечував зброєю і їжею, але при цьому зберігав їхні козацькі права й самоврядування.
На початку XVIII століття Сватова Лучка увійшла до складу Ізюмського полку. Вона була сотенним містечком і мала укріплення у вигляді рову і високого частоколу. Основну масу населення становили козаки, які залежно від свого економічного стану ділилися на полкових козаків, підпомічників і підсусідків. Більшості підсусідків не мали свого господарства і жили в заможних козацьких родинах на правах робітників. У 1732 році у Сватовій Лучці налічувалося 133 полкових козаків, 514 підпомічників і підсусідків. Козаки Сватової Лучки брали участь в Азовських походах Петра I, а в червні 1709 року в складі Ізюмського полку — у Полтавській битві.

Першу письмову згадку про територію, де пізніше було засновано слободу Сватову Лучку, було знайдено у книзі «Велике креслення», яке було складено за вказівкою царя Михайла Федеровича Розрядним приказом у 1620 р. за кресленням (картами) XVI століття. У ній зроблено опис території Дикого поля за трьома основними татарськими шляхами: Муравському, Ізюмському, Кальміуському, який проходив по території краю. У книзі йдеться про таке: 
|  | татаре, которые производя грабежи по разным местам, обыкновенно по условным знакам, состоящим большею частью в поднятии на высоком месте фонаря, — на кургане, доселе называемом караульным, сходились к реке Дуванке для дележа своих промыслов, от чего произошло и татарское название реки (дуванить — делить добычу). |

В 1732 у місці впадіння річки Дуванки в Красну ізюмський сотник Краснокутський поселив своїх селян.
Село постраждало внаслідок геноциду українського народу, вчиненого урядом СРСР у 1932—1933 роках, кількість встановлених жертв — 240 жителів селища.
18 жовтня 2014 року в селищі невідомі завалили пам'ятник Леніну.
До 2017 року — центр Нижньодуванської селищної ради. Селищній раді були підпорядковані села Олександрівка, Куликівка, Новониканорівка, Вестатівка, Твердохлібове.

## Населення

### Мова
Розподіл населення за рідною мовою за даними перепису 2001 року:
| Мова            | Кількість | Відсоток |
| --------------- | --------- | -------- |
| українська      | 2284      | 94.03%   |
| російська       | 135       | 5.56%    |
| білоруська      | 2         | 0.08%    |
| вірменська      | 1         | 0.04%    |
| інші/не вказали | 7         | 0.29%    |
| Усього          | 2429      | 100%     |

## Культура
Місцевий обряд “Гоніння гадюк” внесений в Національний перелік елементів нематеріальної культурної спадщини України. Обряд присвячений початку Великого Посту, який є часом покаяння в усіх поганих вчинках. Хоча обряд, скоріш за все, походить з дохристиянських вірувань, aле з прийняттям християнства він набув нових рис. В обряді беруть участь виключно чоловіки. Вони повинні очистити оселю від злих духів, злиднів, лиха, всіляких хвороб та напастей, які називають “гадюками”, “гадами”. Кожна господиня готується до зустрічі з ”полазниками”, як називають у селі тих, хто ходить від двору до двору. Господиня з гостинцями чекає вдома до себе гостей-полазників. Перший день Великого Посту іменують “жилавим понеділком”. В цей день жінкам категорично заборонено ходити по сусідах - є повір’я, що в цей день жінка, коли зайде до чужої оселі, приносить в хату лихо, нещастя. Біля двору хлопці вітають господарів із початком Великого Посту і пропонують “прогнати гадюк” з хати та подвір’я. Після цього господарі дякують полазникам за проведений ритуал, за те, що не минули їхньої хати, і дають гостинці. Дітям та юнакам горіхи, цукерки, пиріжки, яблука, а дорослим чоловікам підносять чарку. Обряд закінчується за селом в степу спаленням допоміжного “інструментарію” та загальною вечерею з того, чим пригощали господарі.

## Персоналії
- Дмитро Стрєкнєв (1997—2019) — учасник російсько-української війни[5][6].